# Ferrari GT4

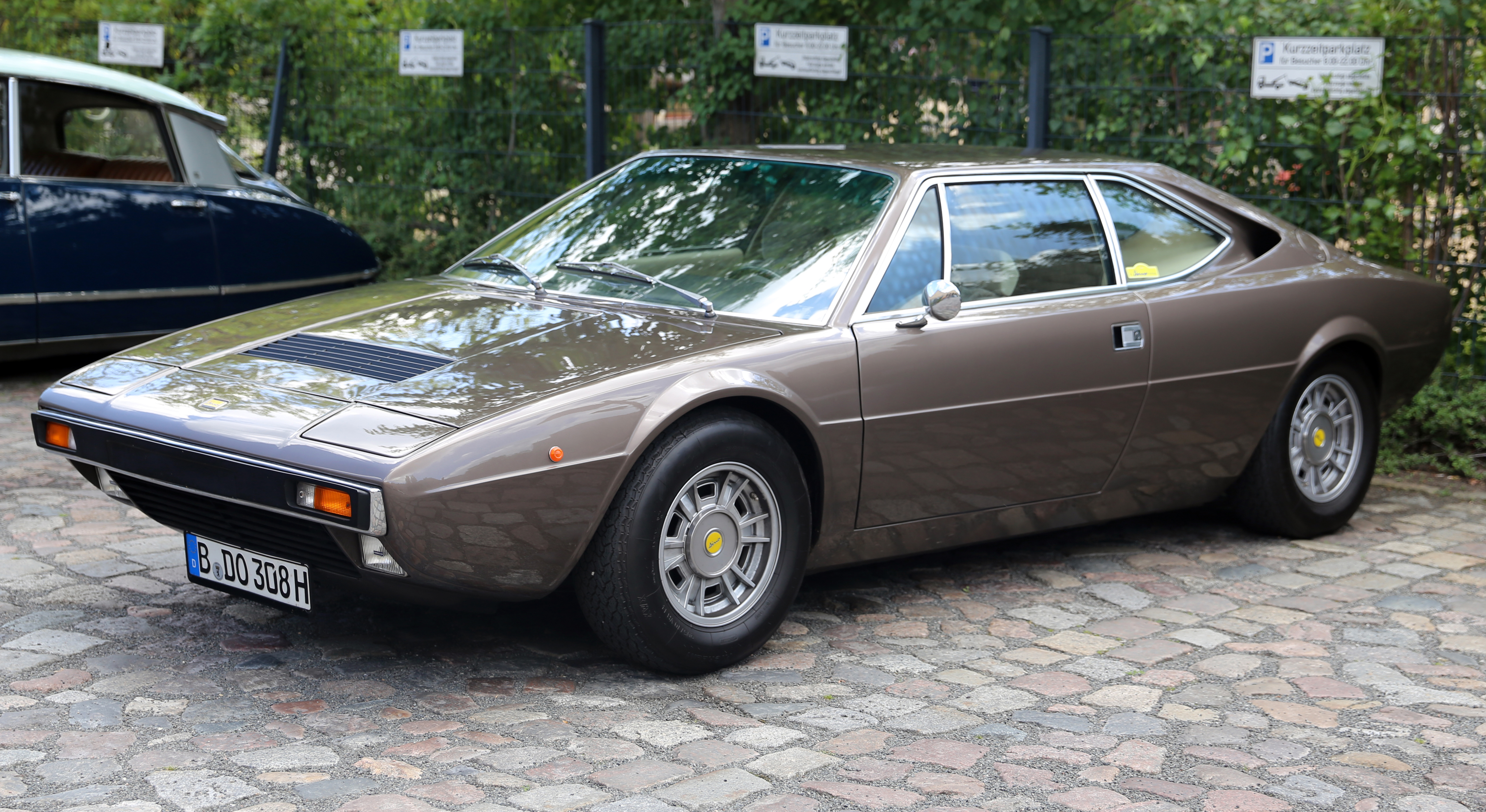
1975 Dino 308 GT4

A Ferrari 208 GT4 és a Ferrari Dino 308 GT4 egy V8-as benzinmotorral felszerelt 2+2 személyes középmotoros sportkocsi volt. A 308 GT4-t 1974-ben mutatták be, majd egy év múlva megjelent a kisebb motorral gyártott változata, a 208 GT4 is. 1980-ban a Ferrari Mondial váltotta fel a típust. Összesen 2826 darabot gyártottak a GT4 modellekből. A 308 GT4-t először Ferrari Dino márkajelzéssel árulták (Enzo Ferrari fia emlékére, akinek Dino volt a beceneve), majd később csak a Ferrari nevet használták. A GT4 az egyetlen sorozatgyártású Ferrari típus, amelynek formaterveit Bertone készítette.

## 308 GT4
A Ferrari első középmotoros járműve volt, amely később meghatározó konstrukciós megoldássá vált. 1973-ban mutatták be a Párizsi Autószalonon. 1974–1980 között gyártották. Az alváza a 246 Dino modellen alapul, de a tengelytávot 2550 mm-re növelték, hogy kialakítható legyen a helye a második ülés-sornak. A középen elhelyezett V8-as motort keresztben építették be. A 2927 cm³ hengerűrtartalmú 190 kW (255 Le) teljesítményű motort egybeépítették a váltóművel. Megjelenése lényegesen eltért a megelőző 246 Dino GT, majd a későbbi 308 GTB modellektől, amelyek karosszériáját lágyan ívelt vonalak jellemezték. Ezzel szemben a 308 GT4 vonalvezetését az egyenes élek jellemezték.

## 208 GT4
Az 1975-ös Genfi Autószalonon mutatták be. A járműbe egy kisebb, 1991 cm³ hengerűrtartalmú V8-as motort építettek. Ez volt a valaha gyártott legkisebb V8-as motor. 7700 percenkénti fordulatszámon 126 kW (170 Le) teljesítményt adott le. Ezzel a 208 GT4 maximálisan 220 km/h sebességet ért el. A 308 GT4-től külsőre a krómozott karosszéria-elemek és a ködlámpák hiánya különböztette meg.

## Külső hivatkozások
- A Ferrari honlapja